# Pentapedilum micra
Pentapedilum micra är en tvåvingeart som först beskrevs av Freeman 1958.  Pentapedilum micra ingår i släktet Pentapedilum och familjen fjädermyggor. Inga underarter finns listade i Catalogue of Life.